# Ana Mercedes Díaz Cardozo
Ana Mercedes Díaz Cardozo   (Caracas, 24 de març de 1960) és una advocada i experta electoral electoral veneçolana, i cap de govern de la micronació Regne espacial d'Asgàrdia. Del 1991 al 2004 va ser Subdirectora General i després Directora General dels Partits Polítics del Consell Nacional Electoral (CNE) de Veneçuela.

## Biografia

### Joventut i educació
Ana Díaz va néixer el 24 de març de 1960 a Caracas (Veneçuela). Els seus pares són professionals d'odontologia. És la menor de cinc germans.
Entre 1965 i 1977 va estudiar a l'Escola San José de Tarbes, Col·legi Santo Ángel, on va completar dos anys universitaris en només un al Col·legi Nuestra Señora del Carmen, i després va completar els estudis de secundària al Liceu Pedro Emilio Coll de Caracas, Veneçuela.
Es va llicenciar com a advocada a la Universitat Santa María, i va estudiar cursos de postgrau en Dret Administratiu a la Universitat Central de Veneçuela. També ha cursat cursos d'arbitratge, mediació i lideratge, entre d'altres, als Estats Units d'Amèrica.

### Carrera professional
Ana Díaz va treballar al Consell Electoral Nacional de Veneçuela (fins al 1997 anomenat Consell Electoral Suprem), el màxim organisme electoral veneçolà, durant un període de 25 anys, des del 1979 fins al 2004. El 1989 va començar a treballar a la Direcció de Partits Polítics. El 1991 va ser nomenada subdirectora general. Després el 2003 va ser nomenada Directora General dels Partits Polítics.
Va renunciar forçosament al Consell Nacional Electoral el 2004 quan va publicar una informació sobre el frau electoral al referèndum presidencial de Veneçuela de 2004. Després d'això, va emigrar als Estats Units d'América, on viu permanentment. Ana Díaz afirma que el frau, les falsificacions i les violacions de la llei són la rutina del sistema electoral de Veneçuela des del 2004 fins avui.
L'octubre de 2017, diversos advocats i advocats veneçolans, entre ells Blanca Mármol i Ana Díaz, van enviar un comunicat al Tribunal Suprem de Justícia de Veneçuela. Van demanar aturar els preparatius per a les properes eleccions regionals a mitjans d'octubre a causa d'un procediment inconstitucional de l'anunci de les eleccions.
Les eleccions regionals inicialment es van anunciar el 10 de desembre de 2017. Tanmateix, durant la cinquena sessió de l'Assemblea Nacional Constituent de Veneçuela de 2017, es va suggerir després avançar les eleccions a octubre de 2017. Un mes abans de les eleccions, el 15 d'octubre de 2017 va ser seleccionada com a data per a eleccions regionals.
En els darrers anys, Ana Díaz ha estat donant conferències i fòrums centrats en les àrees de la democràcia i les autèntiques eleccions als Estats Units d'Amèrica, Hondures, Nicaragua, Perú, Equador, Itàlia, Colòmbia, Costa Rica i Espanya.
Ana Díaz va ser una observadora independent de les eleccions generals equatorianes de febrer de 2017. Va parlar de falsificacions i fraus a les eleccions. La seva opinió va ser criticada pel Consell Nacional Electoral de l'Equador. A finals del 2018 i principis del 2019, Ana Díaz va comentar possibles fraus a les eleccions i possibles canvis en el sistema electoral a Espanya.

### Cap de Govern d'Asgàrdia
El 24 de juny de 2018, Ana Díaz va ser nomenada cap de govern d'Asgàrdia, una «Nació espacial» fundada el 12 d'octubre de 2016. Dirigeix el «cos executiu Asgardià», establint les àrees prioritàries del suposat govern i organitzant el seu flux de treball.

## Investigacions i publicacions
Ana Díaz es va dedicar a l'estudi i l'anàlisi del fenomen polític anomenat «Socialisme del segle XXI». Va investigar què va passar als països on es va desenvolupar aquesta modalitat política, com es van dur a terme processos electorals en aquestes nacions i què significava això per a les democràcies a Amèrica i altres latituds.
Té dues publicacions relacionades amb experiències personals en l'àmbit electoral: Debemos Cobrar (Hem de cobrar; publicada a Veneçuela el 2007) i 72 Horas en Ecuador: Un Milagro de Dios (72 hores a l'Equador: un miracle de Déu; publicat a l'Equador) el 2018).

## Vida personal
Ana Díaz es va casar el 1984 i es va divorciar el 2006. D'aquesta unió, va tenir 1 filla i un fill, tots dos veneçolans, que ara viuen als Estats Units d'Amèrica, tots dos ciutadans estatunidencs. Ana Díaz també té la ciutadania estatunidenca i viu permanentment a Florida.